# 鉛フリーはんだ
鉛フリーはんだ（なまりフリーはんだ、Lead-free solder alloy）または無鉛はんだ（むえんはんだ）とは、鉛をほとんど含まないはんだの総称。
JIS Z 3282（はんだ-化学成分及び形状）では11種の合金系に区分され、さらに成分比により合計21種類となっている。

## 概要
従来、電子回路などの基板に電子部品を搭載するためには鉛と錫の合金であるはんだ（いわゆる含鉛はんだ）が大量に使用されていた。しかし、鉛は人体に有害であり、また廃棄物として自然環境に対する悪影響（地下水汚染など）も懸念されたため、鉛を含まない鉛フリーはんだの開発、普及が進められている。しかし、鉛フリーはんだと含鉛はんだでは様々な特性の違いがあり、完全に置き換えるまでには至っていない。また現時点では鉛フリーはんだの人間やその他の生物に対する影響が深く評価されているわけではない。ACGIHでは、鉛フリーはんだについても極少量の鉛を含む可能性があるため鉛入りはんだと同等の管理を求めている。
欧州連合ではRoHS指令として、2006年7月1日から鉛、水銀、カドミウム、六価クロム、ポリ臭化ビフェニル、ポリ臭化ジフェニルエーテルの電子・電気機器への使用が原則として禁止された。これにより、従来の鉛を含むはんだは欧州連合内に輸出するパソコン、テレビ受像機などへの使用ができなくなった。
欧州以外にも日本版RoHSと呼ばれるJ-MOSSや中国版RoHSと呼ばれる電子情報製品生産汚染防止管理弁法など各国で規制が進み、また企業の環境イメージの向上を目的として、鉛フリーはんだへの切り替えが進められている。

## 鉛フリーはんだの鉛含有率
スズ鉱石から鉛を完全に除去することが難しいため、鉛の含有率が0であることは要求されていない。
- RoHS指令では、鉛含有率1000ppm（0.1wt%）以下に規制されている。
- JIS Z 3282（はんだ－化学成分及び形状）では、鉛含有率0.10質量%以下と規定されている。
- 各はんだメーカーの製造工程では、鉛含有率0.05質量%以下で管理している場合が多い[4]。

## 問題点
鉛フリーはんだは下記のような問題点がある。このため鉛フリーはんだの改良や、電子部品の高耐熱化、はんだ付け機器の対応などが進んでいるが、従来はんだ用の機器や電子部品に鉛フリーはんだを適用する場合には注意しなければならない。

### 機器対応
- 融点が高い鉛フリーはんだを使用する場合、従来のはんだごてでは熱量が足りなかったり、こて先が劣化しやすい等の問題があるため、対応したこてを使う必要がある[5]。
- 機械によるはんだ付けの場合は、従来の鉛を含むはんだと組成が異なるために自動はんだ槽を化学的に浸食して穴を開けるなどの問題（エロージョン）が発生し、それを防ぐためにはんだ槽材質の変更が必要となる。SUS304ではなくチタン材、SUS316、SUS316L、鋳物などを採用しているメーカーが多い。

### 部品対応
- 合金の溶融温度がこれまでより数十度上昇するため、素子の熱破壊や劣化の危険性が高くなる。
- Sn-Zn系鉛フリーはんだで積層セラミック・コンデンサを実装すると、積層セラミック・コンデンサの絶縁抵抗が劣化する場合がある[6]。

### 信頼性
- 手作業によるはんだ付けにおいて、適切にはんだ付けされていても表面に艶ができない（引け巣）ため不良との区別が付きにくく、実際の不良を見逃しやすくなるおそれがある。
- 含鉛はんだめっきと比較して錫めっきではウィスカー（針状の金属結晶）が発生し易くなり、ウィスカーによる端子間のショートによるトラブルが問題となる（特に嵌合時に応力が掛かるコネクタ類の端子に発生し易い）。
- エロージョンと同じ現象により、プリント配線板上においても銅パターンやスルーホールが鉛フリーはんだにより溶解される銅食われが発生することがある。銅食われが悪化すると最悪の場合断線してしまうため信頼性が低下する。
- Sn-Pb系の鉛含有はんだに比べて経年劣化や接続信頼性など、対環境性が低下することがある。

## 材質
以下に合金系の一部を示す。電子情報技術産業協会（JEITA）が標準化したスズ-銀-銅の組成が多く利用されている。
SnAg系
Sn（錫）とAg（銀）を含むもの。例えばSn-3.5Ag（錫96.5% 銀3.5%）の融点は概ね221℃である。銀の含有量によって融点ほか特性が変化する。銀を含有するため高コストである。
SnAgCu系
Sn（錫）、Ag（銀）、Cu（銅）を含むもの。加速試験などの対環境性に優れるが一般的に融点が最大220℃程度と高いため影響を考慮する必要がある。SnAg系はんだと同様に銀を含有するため高コストである。
JEITA は Sn-3.0Ag-0.5Cu（銀3.0% 銅0.5% 錫 96.5%）を標準組成として推奨している。Sn-3.0Ag-0.5Cuの融点は217℃であり、標準的なSnAg系はんだより僅かに低い。JEITAは低銀組成のSn-1.0Ag-0.7CuとSn-0.3Ag-0.7Cuを第2世代フロー用ハンダとして推奨しているが、先述のSn-3.0Ag-0.5Cuよりも全体的に性能が劣る。
SnBi系
Sn（錫）とBi（ビスマス）を含むもの。合金の組成比に依存するが、融点は140℃程度のものから、共晶ハンダと同程度のものまで様々である。ビスマスによって表面張力が低下することで、濡れ性が改善されているが、機械的強度が劣る。レノボの大和研究所は、フラックスの成分やリフロー温度の調整することで、柔らかく脆いビスマスが合金全体に拡散せず一部に凝集して生じるクラックや機械的強度の低下を改善するSnBi系低温はんだリフロー技術を実用化した。
SnZnBi系
Sn（錫）、Zn（亜鉛）、Bi（ビスマス）を含むもの。融点は共晶はんだと同等の183℃近辺だが、SnAgCu系に比べて加速試験などの対環境性に劣ると言われている。Znの活性度が高いために起こる現象である。
SnCu系
Sn（錫）、Cu（銅）を含むもの。銀を含まないため材料コストは安く、従来のはんだに近い音響特性が得られるが、接合部の強度が低いのが難点である。これに対し近年は、Ni（ニッケル）、Ge（ゲルマニウム）、Co（コバルト）、Si（ケイ素）などを微量添加する事で信頼性を高めた製品が開発されている。SnAgCu系に比べて一般的に融点が高く、はんだ付け後に金属光沢が見られる事も特徴である。
SnAgInBi系
Sn（錫）、Ag（銀）、In（インジウム）、Bi（ビスマス）を含むもの。InやBiを使うことで融点を下げている。
SnZnAl系
富士通が開発したもの。米国特許（Patent No.: US 6,361,626）日本特許（特許第3357045号）他取得。

### 微量元素
Ge（ゲルマニウム）:錫の酸化を防ぎ、濡れ性を改善し、ドロスの発生を抑える効果がある。100ppmほど添加される。

## 賛否
鉛フリーはんだを使うことにより、以下の効果が得られると考えられる。
作業環境の改善
はんだ付け中に作業者が有害な含鉛飛沫を吸入する危険性が低くなる。
廃棄物による鉛汚染の防止
埋め立て処分された電気製品から鉛が周辺環境に流出して自然環境を汚染する危険性が低くなる。
ただし、以下のような疑問も指摘されている。
鉛汚染の防止として効果が限定的
鉛汚染源としてはんだ以外にも鉛蓄電池や散弾銃の鉛散弾があるが、はんだほど厳しい規制がなされていない。
代替物質が妥当でない
インジウムは毒性評価が不十分である。
銀、ビスマス、インジウムなどは価格や資源量に問題がある。
費用対効果が妥当でない
鉛フリーはんだは高価であり、はんだ付けにもより多くのエネルギーを使用するのに対し、費用対効果として妥当でないという指摘がなされることが多い。